# Better Call Saul/Episodenliste

Logo zur Serie

Diese Episodenliste enthält alle Episoden der US-amerikanischen Dramedy Better Call Saul, sortiert nach der US-amerikanischen Erstausstrahlung. Die Fernsehserie umfasst sechs Staffeln mit 63 Episoden.

## Übersicht
| Staffel | Episodenanzahl | Erstausstrahlung USA | Erstausstrahlung USA | Deutschsprachige Erstveröffentlichung | Deutschsprachige Erstveröffentlichung |
| Staffel | Episodenanzahl | Staffelpremiere      | Staffelfinale        | Staffelpremiere                       | Staffelfinale                         |
| ------- | -------------- | -------------------- | -------------------- | ------------------------------------- | ------------------------------------- |
| 1       | 10             | 8. Februar 2015      | 6. April 2015        | 9. Februar 2015                       | 7. April 2015                         |
| 2       | 10             | 15. Februar 2016     | 18. April 2016       | 16. Februar 2016                      | 19. April 2016                        |
| 3       | 10             | 10. April 2017       | 19. Juni 2017        | 11. April 2017                        | 20. Juni 2017                         |
| 4       | 10             | 6. August 2018       | 8. Oktober 2018      | 7. August 2018                        | 9. Oktober 2018                       |
| 5       | 10             | 23. Februar 2020     | 20. April 2020       | 24. Februar 2020                      | 21. April 2020                        |
| 6       | 13             | 18. April 2022       | 15. August 2022      | 19. April 2022                        | 16. August 2022                       |

## Staffel 1
Die Erstausstrahlung der ersten Staffel war vom 8. Februar bis zum 6. April 2015 auf dem US-amerikanischen Fernsehsender AMC zu sehen. Die deutschsprachige Erstveröffentlichung fand vom 9. Februar bis zum 7. April 2015 auf Netflix per Streaming statt.
| Nr. (ges.) | Nr. (St.) | Deutscher Titel | Originaltitel       | Erstausstrahlung USA | Deutschsprachige Erstveröffentlichung (D/A/CH) | Regie             | Drehbuch                     | Zuschauer (USA) |
| ---------- | --------- | --------------- | ------------------- | -------------------- | ---------------------------------------------- | ----------------- | ---------------------------- | --------------- |
| 1          | 1         | Anfänge         | Uno                 | 8. Feb. 2015         | 9. Feb. 2015                                   | Vince Gilligan    | Vince Gilligan & Peter Gould | 6,88 Mio.       |
| 2          | 2         | Mijo            | Mijo                | 9. Feb. 2015         | 10. Feb. 2015                                  | Michelle MacLaren | Peter Gould                  | 3,42 Mio.       |
| 3          | 3         | Nacho           | Nacho               | 16. Feb. 2015        | 17. Feb. 2015                                  | Terry McDonough   | Thomas Schnauz               | 3,23 Mio.       |
| 4          | 4         | Held            | Hero                | 23. Feb. 2015        | 24. Feb. 2015                                  | Colin Bucksey     | Gennifer Hutchison           | 2,87 Mio.       |
| 5          | 5         | Schäferbub      | Alpine Shepherd Boy | 2. März 2015         | 3. März 2015                                   | Nicole Kassell    | Bradley Paul                 | 2,71 Mio.       |
| 6          | 6         | Bullen          | Five-O              | 9. März 2015         | 10. März 2015                                  | Adam Bernstein    | Gordon Smith                 | 2,57 Mio.       |
| 7          | 7         | Bingo           | Bingo               | 16. März 2015        | 17. März 2015                                  | Larysa Kondracki  | Gennifer Hutchison           | 2,67 Mio.       |
| 8          | 8         | Die Klage       | RICO                | 23. März 2015        | 24. März 2015                                  | Colin Bucksey     | Gordon Smith                 | 2,87 Mio.       |
| 9          | 9         | Käse            | Pimento             | 30. März 2015        | 31. März 2015                                  | Thomas Schnauz    | Thomas Schnauz               | 2,38 Mio.       |
| 10         | 10        | Marco           | Marco               | 6. Apr. 2015         | 7. Apr. 2015                                   | Peter Gould       | Peter Gould                  | 2,53 Mio.       |

## Staffel 2
Die Erstausstrahlung der zweiten Staffel war vom 15. Februar bis zum 18. April 2016 auf dem US-amerikanischen Fernsehsender AMC zu sehen. Die deutschsprachige Erstveröffentlichung fand vom 16. Februar bis zum 19. April 2016 auf Netflix per Streaming statt. Die Anfangsbuchstaben der englischen Originaltitel ergeben ein Anagramm für „Fring’s back“.
| Nr. (ges.) | Nr. (St.) | Deutscher Titel  | Originaltitel | Erstausstrahlung USA | Deutschsprachige Erstveröffentlichung (D/A/CH) | Regie            | Drehbuch                        | Zuschauer (USA) |
| ---------- | --------- | ---------------- | ------------- | -------------------- | ---------------------------------------------- | ---------------- | ------------------------------- | --------------- |
| 11         | 1         | Wechsel          | Switch        | 15. Feb. 2016        | 16. Feb. 2016                                  | Thomas Schnauz   | Thomas Schnauz                  | 2,57 Mio.       |
| 12         | 2         | Kuchen           | Cobbler       | 22. Feb. 2016        | 23. Feb. 2016                                  | Terry McDonough  | Gennifer Hutchison              | 2,23 Mio.       |
| 13         | 3         | Amarillo         | Amarillo      | 29. Feb. 2016        | 1. März 2016                                   | Scott Winant     | Jonathan Glatzer                | 2,20 Mio.       |
| 14         | 4         | Harte Bandagen   | Gloves Off    | 7. März 2016         | 8. März 2016                                   | Adam Bernstein   | Gordon Smith                    | 2,20 Mio.       |
| 15         | 5         | Rebecca          | Rebecca       | 14. März 2016        | 15. März 2016                                  | John Shiban      | Ann Cherkis                     | 1,99 Mio.       |
| 16         | 6         | Bali Ha’i        | Bali Ha’i     | 21. März 2016        | 22. März 2016                                  | Michael Slovis   | Gennifer Hutchison              | 2,11 Mio.       |
| 17         | 7         | Aufgebläht       | Inflatable    | 28. März 2016        | 29. März 2016                                  | Colin Bucksey    | Gordon Smith                    | 2,03 Mio.       |
| 18         | 8         | Fifi             | Fifi          | 4. Apr. 2016         | 5. Apr. 2016                                   | Larysa Kondracki | Thomas Schnauz                  | 1,93 Mio.       |
| 19         | 9         | Nägel mit Köpfen | Nailed        | 11. Apr. 2016        | 12. Apr. 2016                                  | Peter Gould      | Peter Gould                     | 2,06 Mio.       |
| 20         | 10        | Klick            | Klick         | 18. Apr. 2016        | 19. Apr. 2016                                  | Vince Gilligan   | Vince Gilligan & Heather Marion | 2,26 Mio.       |

## Staffel 3
Die Erstausstrahlung der dritten Staffel war vom 10. April bis zum 19. Juni 2017 auf dem US-amerikanischen Fernsehsender AMC zu sehen. Die deutschsprachige Erstveröffentlichung fand vom 11. April bis zum 20. Juni 2017 auf Netflix per Streaming statt.
| Nr. (ges.) | Nr. (St.) | Deutscher Titel   | Originaltitel | Erstausstrahlung USA | Deutschsprachige Erstveröffentlichung (D/A/CH) | Regie           | Drehbuch                     | Zuschauer (USA) |
| ---------- | --------- | ----------------- | ------------- | -------------------- | ---------------------------------------------- | --------------- | ---------------------------- | --------------- |
| 21         | 1         | Mabel             | Mabel         | 10. Apr. 2017        | 11. Apr. 2017                                  | Vince Gilligan  | Vince Gilligan & Peter Gould | 1,81 Mio.       |
| 22         | 2         | Zeuge             | Witness       | 17. Apr. 2017        | 18. Apr. 2017                                  | Vince Gilligan  | Thomas Schnauz               | 1,46 Mio.       |
| 23         | 3         | Versunkene Kosten | Sunk Costs    | 24. Apr. 2017        | 25. Apr. 2017                                  | John Shiban     | Gennifer Hutchison           | 1,52 Mio.       |
| 24         | 4         | Sabrosito         | Sabrosito     | 1. Mai 2017          | 2. Mai 2017                                    | Thomas Schnauz  | Jonathan Glatzer             | 1,56 Mio.       |
| 25         | 5         | Schikane          | Chicanery     | 8. Mai 2017          | 9. Mai 2017                                    | Daniel Sackheim | Gordon Smith                 | 1,76 Mio.       |
| 26         | 6         | Werbefuzzi        | Off Brand     | 15. Mai 2017         | 16. Mai 2017                                   | Keith Gordon    | Ann Cherkis                  | 1,72 Mio.       |
| 27         | 7         | Unkosten          | Expenses      | 22. Mai 2017         | 23. Mai 2017                                   | Thomas Schnauz  | Thomas Schnauz               | 1,65 Mio.       |
| 28         | 8         | Ausrutscher       | Slip          | 5. Juni 2017         | 6. Juni 2017                                   | Adam Bernstein  | Heather Marion               | 1,63 Mio.       |
| 29         | 9         | Fall              | Fall          | 12. Juni 2017        | 13. Juni 2017                                  | Minkie Spiro    | Gordon Smith                 | 1,47 Mio.       |
| 30         | 10        | Laterne           | Lantern       | 19. Juni 2017        | 20. Juni 2017                                  | Peter Gould     | Gennifer Hutchison           | 1,85 Mio.       |

## Staffel 4
Die Erstausstrahlung der vierten Staffel war vom 6. August bis zum 8. Oktober 2018 auf dem US-amerikanischen Fernsehsender AMC zu sehen. Die deutschsprachige Erstveröffentlichung fand vom 7. August bis zum 9. Oktober 2018 auf Netflix per Streaming statt. Die Staffelpremiere wurde auf der San Diego Comic-Con 2018 am 19. Juli 2018 gezeigt.
| Nr. (ges.) | Nr. (St.) | Deutscher Titel  | Originaltitel       | Erstausstrahlung USA | Deutschsprachige Erstveröffentlichung (D/A/CH) | Regie             | Drehbuch                     | Zuschauer (USA) |
| ---------- | --------- | ---------------- | ------------------- | -------------------- | ---------------------------------------------- | ----------------- | ---------------------------- | --------------- |
| 31         | 1         | Rauch            | Smoke               | 6. Aug. 2018         | 7. Aug. 2018                                   | Minkie Spiro      | Peter Gould                  | 1,77 Mio.       |
| 32         | 2         | Atmen            | Breathe             | 13. Aug. 2018        | 14. Aug. 2018                                  | Michelle MacLaren | Thomas Schnauz               | 1,55 Mio.       |
| 33         | 3         | Was Gutes        | Something Beautiful | 20. Aug. 2018        | 21. Aug. 2018                                  | Daniel Sackheim   | Gordon Smith                 | 1,51 Mio.       |
| 34         | 4         | Reden            | Talk                | 27. Aug. 2018        | 28. Aug. 2018                                  | John Shiban       | Heather Marion               | 1,53 Mio.       |
| 35         | 5         | Eine wilde Fahrt | Quite a Ride        | 3. Sep. 2018         | 4. Sep. 2018                                   | Michael Morris    | Ann Cherkis                  | 1,53 Mio.       |
| 36         | 6         | Piñata           | Piñata              | 10. Sep. 2018        | 11. Sep. 2018                                  | Andrew Stanton    | Gennifer Hutchison           | 1,40 Mio.       |
| 37         | 7         | Was Dummes       | Something Stupid    | 17. Sep. 2018        | 18. Sep. 2018                                  | Deborah Chow      | Alison Tatlock               | 1,35 Mio.       |
| 38         | 8         | Coushatta        | Coushatta           | 24. Sep. 2018        | 25. Sep. 2018                                  | Jim McKay         | Gordon Smith                 | 1,37 Mio.       |
| 39         | 9         | Wiedersehen      | Wiedersehen         | 1. Okt. 2018         | 2. Okt. 2018                                   | Vince Gilligan    | Gennifer Hutchison           | 1,35 Mio.       |
| 40         | 10        | Gewinner         | Winner              | 8. Okt. 2018         | 9. Okt. 2018                                   | Adam Bernstein    | Peter Gould & Thomas Schnauz | 1,53 Mio.       |

## Staffel 5
Die Erstausstrahlung der fünften Staffel war vom 23. Februar bis zum 20. April 2020 auf dem US-amerikanischen Fernsehsender AMC zu sehen. Die deutschsprachige Erstveröffentlichung fand vom 24. Februar bis zum 21. April 2020 auf Netflix per Streaming statt.
| Nr. (ges.) | Nr. (St.) | Deutscher Titel        | Originaltitel          | Erstausstrahlung USA | Deutschsprachige Erstveröffentlichung (D/A/CH) | Regie             | Drehbuch                   | Zuschauer (USA) |
| ---------- | --------- | ---------------------- | ---------------------- | -------------------- | ---------------------------------------------- | ----------------- | -------------------------- | --------------- |
| 41         | 1         | Der Magier             | Magic Man              | 23. Feb. 2020        | 24. Feb. 2020                                  | Bronwen Hughes    | Peter Gould                | 1,60 Mio.       |
| 42         | 2         | 50 Prozent Rabatt      | 50% Off                | 24. Feb. 2020        | 25. Feb. 2020                                  | Norberto Barba    | Alison Tatlock             | 1,06 Mio.       |
| 43         | 3         | Der Mann dafür         | The Guy For This       | 2. März 2020         | 3. März 2020                                   | Michael Morris    | Ann Cherkis                | 1,18 Mio.       |
| 44         | 4         | Namaste                | Namaste                | 9. März 2020         | 10. März 2020                                  | Gordon Smith      | Gordon Smith               | 1,22 Mio.       |
| 45         | 5         | Mit vollem Einsatz     | Dedicado a Max         | 16. März 2020        | 17. März 2020                                  | Jim McKay         | Heather Marion             | 1,45 Mio.       |
| 46         | 6         | Wexler ./. Goodman     | Wexler v. Goodman      | 23. März 2020        | 24. März 2020                                  | Michael Morris    | Thomas Schnauz             | 1,40 Mio.       |
| 47         | 7         | JMM                    | JMM                    | 30. März 2020        | 31. März 2020                                  | Melissa Bernstein | Alison Tatlock             | 1,30 Mio.       |
| 48         | 8         | Mittelsmann            | Bagman                 | 6. Apr. 2020         | 7. Apr. 2020                                   | Vince Gilligan    | Gordon Smith               | 1,42 Mio.       |
| 49         | 9         | Miese Entscheidungen   | Bad Choice Road        | 13. Apr. 2020        | 14. Apr. 2020                                  | Thomas Schnauz    | Thomas Schnauz             | 1,51 Mio.       |
| 50         | 10        | Etwas Unentschuldbares | Something Unforgivable | 20. Apr. 2020        | 21. Apr. 2020                                  | Peter Gould       | Peter Gould & Ariel Levine | 1,59 Mio.       |

## Staffel 6
Die Erstausstrahlung der sechsten Staffel begann am 18. April und endete am 15. August 2022 auf dem US-amerikanischen Fernsehsender AMC. Die deutschsprachige Erstveröffentlichung erfolgte vom 19. April bis zum 16. August 2022 auf Netflix per Streaming.
| Nr. (ges.) | Nr. (St.) | Deutscher Titel           | Originaltitel       | Erstausstrahlung USA | Deutschsprachige Erstveröffentlichung (D/A/CH) | Regie              | Drehbuch                      | Zuschauer (USA) |
| ---------- | --------- | ------------------------- | ------------------- | -------------------- | ---------------------------------------------- | ------------------ | ----------------------------- | --------------- |
| Teil 1     |           |                           |                     |                      |                                                |                    |                               |                 |
| 51         | 1         | Wein und Rosen            | Wine and Roses      | 18. Apr. 2022        | 19. Apr. 2022                                  | Michael Morris     | Peter Gould                   | 1,42 Mio.       |
| 52         | 2         | Zuckerbrot und Peitsche   | Carrot and Stick    | 18. Apr. 2022        | 19. Apr. 2022                                  | Vince Gilligan     | Thomas Schnauz & Ariel Levine | 1,16 Mio.       |
| 53         | 3         | Pest und Cholera          | Rock and Hard Place | 25. Apr. 2022        | 26. Apr. 2022                                  | Gordon Smith       | Gordon Smith                  | 1,16 Mio.       |
| 54         | 4         | Die wandelnde Eiterbeule  | Hit and Run         | 2. Mai 2022          | 3. Mai 2022                                    | Rhea Seehorn       | Ann Cherkis                   | 1,16 Mio.       |
| 55         | 5         | Blaue Flecken             | Black and Blue      | 9. Mai 2022          | 10. Mai 2022                                   | Melissa Bernstein  | Alison Tatlock                | 1,22 Mio.       |
| 56         | 6         | Hacken und schleifen      | Axe and Grind       | 16. Mai 2022         | 17. Mai 2022                                   | Giancarlo Esposito | Ariel Levine                  | 1,13 Mio.       |
| 57         | 7         | Plan und Ausführung       | Plan and Execution  | 23. Mai 2022         | 24. Mai 2022                                   | Thomas Schnauz     | Thomas Schnauz                | 1,19 Mio.       |
| Teil 2     |           |                           |                     |                      |                                                |                    |                               |                 |
| 58         | 8         | Draufhalten und abdrücken | Point and Shoot     | 11. Juli 2022        | 12. Juli 2022                                  | Vince Gilligan     | Gordon Smith                  | 1,16 Mio.       |
| 59         | 9         | Spaß und Streiche         | Fun and Games       | 18. Juli 2022        | 19. Juli 2022                                  | Michael Morris     | Ann Cherkis                   | 1,22 Mio.       |
| 60         | 10        | Nippy                     | Nippy               | 25. Juli 2022        | 26. Juli 2022                                  | Michelle MacLaren  | Alison Tatlock                | 1,20 Mio.       |
| 61         | 11        | Rein oder raus?           | Breaking Bad        | 1. Aug. 2022         | 2. Aug. 2022                                   | Thomas Schnauz     | Thomas Schnauz                | 1,34 Mio.       |
| 62         | 12        | Tränen                    | Waterworks          | 8. Aug. 2022         | 9. Aug. 2022                                   | Vince Gilligan     | Vince Gilligan                | 1,32 Mio.       |
| 63         | 13        | Saul ist weg              | Saul Gone           | 15. Aug. 2022        | 16. Aug. 2022                                  | Peter Gould        | Peter Gould                   | 1,80 Mio.       |

## Zuschauerzahlen
| Staffel | Staffel   | Ep. 1 | Ep. 2 | Ep. 3 | Ep. 4 | Ep. 5 | Ep. 6 | Ep. 7 | Ep. 8 | Ep. 9 | Ep. 10 | Ep. 11 | Ep. 12 | Ep. 13 |
| ------- | --------- | ----- | ----- | ----- | ----- | ----- | ----- | ----- | ----- | ----- | ------ | ------ | ------ | ------ |
|         | Staffel 1 | 6,881 | 3,418 | 3,233 | 2,87  | 2,708 | 2,573 | 2,669 | 2,872 | 2,381 | 2,532  | N/A    | N/A    | N/A    |
|         | Staffel 2 | 2,573 | 2,228 | 2,201 | 2,199 | 1,992 | 2,105 | 2,031 | 1,93  | 2,059 | 2,263  | N/A    | N/A    | N/A    |
|         | Staffel 3 | 1,813 | 1,463 | 1,524 | 1,562 | 1,756 | 1,715 | 1,65  | 1,633 | 1,472 | 1,851  | N/A    | N/A    | N/A    |
|         | Staffel 4 | 1,768 | 1,548 | 1,508 | 1,529 | 1,525 | 1,401 | 1,35  | 1,37  | 1,353 | 1,526  | N/A    | N/A    | N/A    |
|         | Staffel 5 | 1,597 | 1,056 | 1,181 | 1,222 | 1,454 | 1,4   | 1,302 | 1,417 | 1,513 | 1,586  | N/A    | N/A    | N/A    |
|         | Staffel 6 | 1,418 | 1,164 | 1,16  | 1,162 | 1,217 | 1,134 | 1,187 | 1,157 | 1,223 | 1,198  | 1,337  | 1,323  | 1,797  |